# Yoshi's Cookie
Yoshi's Cookie (яп. ヨッシーのクッキー, Yosshī no Kukkī) — відеогра в жанрі головоломки, розроблена Bullet-Proof Software для ігрових консолей Nintendo Entertainment System, Game Boy та SNES.
| Відеоігри | Це незавершена стаття про відеоігри. Ви можете допомогти проєкту, виправивши або дописавши її. |